# مها لازيري
مها لازيري (مواليد 1991) ناشطة تعليمية مغربية، مؤسسة المنظمة غير الحكومية Teach4Morocco. في عام 2014، احتلت أريبيان بزنس المرتبة 17 في قائمة النساء العربيات الأقوى المائة.